# Ketiwijayan
Ketiwijayan is een bestuurslaag in het regentschap Purworejo van de provincie Midden-Java, Indonesië. Ketiwijayan telt 844 inwoners (volkstelling 2010).